# Anapurus
Anapurus es un municipio brasilero del estado del Maranhão. Su población es de 12 580 habitantes (2007).